# Лорд (певачица)
Ела Марија Лани Јелић О’Конор (енгл. Ella Marija Lani Yelich-O'Connor; Окланд, 7. новембар 1996), позната као Лорд (енгл. Lorde), новозеландска је певачица и текстописац. Позната је по свом неконвенционалном стилу поп музике и интроспективном писању песама.
Док је била мала учествовала је у многим певачким и глумачким секцијама. Са тринаест година потписала је уговор са Јуниверзал мјузик групом. Усвојила је свој псеудоним јер је била фасцинирана са „краљевским и аристократијом”, али је мислила да само „Лорд” звучи превише мушки, па је додала једно „e” на крај да га направи мало више женским.
Њен први сингл, Royals (2013), заузео је прво место на Новозеландској топ 40 листи песама, као и топ-листи Билборд хот 100 листи, што је чини првим новозеландским соло извођачем чија је песма заузела прво место у САД. Њен дебатни албум, Pure Heroine, који је изашао 2013. добио је позитивне критике и доживео велики успех широм света.
Њен рад јој је донео бројне награде. На 56. Годишњој додели Греми награда, Лорд је добила четири номинације, а од тога је освојила две награде: награду за песму године и награду за најбољи поп соло наступ, за песму Royals.

## Детињство и младост
„Почела сам да пишем песме кад сам имала 13 или 14 година, јер сам увек много читала. Моја мама је песник и ми смо увек имали много књига, и то је увек била важна ствар за мене, вероватно више од музике.”

—Лорд о својој техници писања песама
Ела Јелић О’Конор је рођена 7. новембра 1996 у Окланду, Нови Зеланд. Њена мајка, Соња Јелић, која је освојила бројне награде је песник, а њен отац, Вик О’Конор, је грађевински инжењер. Отац њене мајке, Ђорђе, био је српски емигрант из Далмације (данашња Хрватска) који је радио веома напорно 7 дана у недељи. Њен прадеда је Србин Бранко Јелић (син Ђорђа и Крстине), рођен 15. јула 1912. године у селу Мајдан код Горњег Милановца, Бранко је био члан посаде 102. ескадриле Шестог ловачког пука Краљевине Југославије, која је изгинула бранећи Београд 6. априла 1941. године, код Прешева (постоји споменик). Бранкова супруга је била Радмила (Српкиња из Вуковара), која је после његове погибије, родила сина Ђорђа Јелића и иселила се на Нови Зеланд.
Лорде је одгајена у предграђу Девонпорта, Окленд, заједно са старијом сестром и млађим братом. Она је ирског, хрватског и српског етничког порекла. Када је имала 5 година, Лорд је почела да иде на часове глуме и открила љубав према глуми и певању. Рекла је да је уживала у томе што је морала „да се пребаци на другу страну себе да би постала неко други”. Мајка ју је охрабривала да чита што више док је била мала.

## Албуми

### Pure Heroine (2013)
Pure Heroine је дебитантски албум новозеландске Лорд. Објављен је 27. септембра 2013. године. Продуцент и текстописац албума је Joel Little, док је Лорд текстописац и вокал. Снимање се вршило у Golden Age студијима. Албум се бави темама омладине и критикује главну културу, истражујући материјализам, славу, потрошачку културу и социјални статус. Познат је по свом утицају на савремену поп музику и изазову савременим уметницима. Pure Heroine је био један од најпродаванијих женских албума 2013. године. На Греми наградама је номинован за најбољи поп вокал албум, док је сингл Royals освојио награде за песму године и најбоље поп соло извођење. Неке од песама које су стекле славу су: Team, Tennis Court, Royals, Ribs, Buzzcut season, Glory and Gore... Лорд кроз своје дубоке текстове прелази границе поп културе. Албум припада жанровима као што су електроника, електро поп, дрим поп и алтернативни поп.
„Први албум сам направила када сам имала 16 година и он је продрмао мој свет пре него што сам била у могућности да легално купим пиво. Преко ноћи сам почела да летим свуда. Чула сам своје певање у супермаркетима, тоалетима... Моји највећи идоли су хтели да причају са мном или чак да ми огуле кожу са врата и попију ме живу“, рекла је Лорде о искуству са претходним албумом. - Лорд о искуству са првим албумом.
Melodrama (2017)
Мелодрама је други студијски албум Новозеланђанке, објављен 16. јуна 2017. године. Музику потписује Jack Antonoff са додатном продукцијом Joel Little, Flume и Malay. Снимање је вршено у Electric Lady студијима, познат по сарадњама са многим звездама. После дуге трогодишње паузе Лорд се вратила у другачијем стилу. Албум говори о првом великом раскиду везе и о самоћи и лепоти усамљености. Са метафоричним текстовима новозеландска певачица не оставља никога равнодушним. Био је један од најбоље критички оцењених албума. Лорд уз помоћ синестезије дочарава мелодраматичну атмосферу, зачињује албум и чини га целовитом причом. Појављују се многи инструменти, а најприсутнији је клавир. Неке од најпопуларнијих песама постале су Green Light, Perfect Places, The Louvre, Sober, Liability... На Греми наградама био је номинован за албум године. Лорд је била једина жена у овој категорији. По жанру, Мелодрама се дели на електропоп, инди поп и дрим поп.
Било јој је изузетно тешко да пише о овој теми и додаје: „Поносна сам на албум Melodrama. Људима ће се свидети или неће, али бар знам да више никада нећу морати да направим 'озлоглашени други албум'. Сваког дана сам захвална на ономе чиме се бавим, и да од свих живота, ви сте одлучили да промените мој“.- Лорд говори о Мелодрами у интервјуу.

## Дискографија
Студијски албуми
- (2013)
- (2017)
- (2021)
- Virgin (2025)

### Видеографија
| Година | Назив                                   | Режисер                                   |
| ------ | --------------------------------------- | ----------------------------------------- |
| 2013.  | Royals                                  | Joel Kefali                               |
| 2013.  | Tennis Court                            | Joel Kefali                               |
| 2013.  | Team                                    | Young Replicant                           |
| 2014.  | Yellow Flicker Beat                     | Emily Kai Bock                            |
| 2015.  | Magnets                                 | Ryan Hope                                 |
| 2017.  | Green Light                             | Grant Singer                              |
| 2017.  | Perfect Places                          | Grant Singer                              |
| 2021.  | Solar Power                             | Joel Kefali & Ella Yelich-O'Connor (Лорд) |
| 2021.  | Mood Ring                               | Joel Kefali & Ella Yelich-O'Connor (Лорд) |
| 2021.  | Fallen Fruit                            | Joel Kefali & Ella Yelich-O'Connor (Лорд) |
| 2021.  | Leader of a New Regime                  | Joel Kefali & Ella Yelich-O'Connor (Лорд) |
| 2022.  | Secrets from a Girl (Who's Seen It All) | Joel Kefali & Ella Yelich-O'Connor (Лорд) |
| 2022.  | The Path                                | Joel Kefali & Ella Yelich-O'Connor (Лорд) |
| 2022.  | Oceanic Feeling                         | Joel Kefali & Ella Yelich-O'Connor (Лорд) |

## Турнеје
- (2013—2014)
- (2017—2018)
- (2022—2023)